# گونه‌های در حال انقراض (فیلم ۲۰۲۱)
گونه‌های در حال انقراض (به انگلیسی: Endangered Species) فیلمی محصول سال ۲۰۲۱ و به کارگردانی ام.جی. باست است. در این فیلم بازیگرانی همچون ربکا رومین، جری اوکانل، فیلیپ وینچستر و مایکل جانستون ایفای نقش کرده‌اند.